# Yolanda Soler
Yolanda Soler Grajera (Madrid, 9 de enero de 1971) es una deportista española que compitió en judo. Ganó una medalla de bronce olímpica.

## Carrera deportiva
Participó en dos Juegos Olímpicos de Verano en los años 1992 y 1996, obteniendo una medalla de bronce en la edición de Atlanta 1996 en la categoría de –48 kg. Ganó seis medallas en el Campeonato Europeo de Judo entre los años 1991 y 1998.

### Palmarés internacional
| Juegos Olímpicos   | Juegos Olímpicos         | Juegos Olímpicos  | Juegos Olímpicos |
| Año                | Lugar                    | Medalla           | Categoría        |
| ------------------ | ------------------------ | ----------------- | ---------------- |
| 1996               | Atlanta (Estados Unidos) | Medalla de bronce | –48 kg           |
| Campeonato Europeo |                          |                   |                  |
| Año                | Lugar                    | Medalla           | Categoría        |
| 1991               | Praga (Checoslovaquia)   | Medalla de bronce | –48 kg           |
| 1992               | París (Francia)          | Medalla de plata  | –48 kg           |
| 1994               | Gdańsk (Polonia)         | Medalla de oro    | –48 kg           |
| 1995               | Birmingham (Reino Unido) | Medalla de oro    | –48 kg           |
| 1996               | La Haya (Países Bajos)   | Medalla de oro    | –48 kg           |
| 1998               | Oviedo (España)          | Medalla de bronce | –48 kg           |

## Premios y distinciones
- Mejor Deportista Femenina de 1995 en los Premios Deportivos Provinciales de la Diputación de Alicante.[3]
- Medalla de Plata de la Real Orden del Mérito Deportivo, otorgada por el Consejo Superior de Deportes (1996)